# Saint-Même-les-Carrières
Saint-Même-les-Carrières är en kommun i departementet Charente i regionen Nouvelle-Aquitaine i västra Frankrike. Kommunen ligger  i kantonen Segonzac som ligger i arrondissementet Cognac. År 2022 hade Saint-Même-les-Carrières 1 029 invånare.

## Befolkningsutveckling
Antalet invånare i kommunen Saint-Même-les-Carrières
Referens:INSEE